# Down to the Sea in Ships
 Down to the Sea in Ships és una pel·lícula d'aventures marineres, dirigida per Henry Hathaway el 1949

## Argument
El capità Joy surt a la mar per ensenyar l'oficial al seu fill. El petit és confiat al segon, Lunceford, que li ensenya allò més bàsic. Una profunda amistat els uneix. Quan l'avi sent que les seves forces el deixen, li confia el vaixell a Lunceford i abans de morir, li demana que cuidar el seu fill.

## Repartiment
- Richard Widmark: Dan Lunceford
- Lionel Barrymore: Capità Bering Joy
- Dean Stockwell: Jed Joy
- Cecil Kellaway: Slush Tubbs
- Gene Lockhart: Andrew L. Bush
- Berry Kroeger: Manchester
- John McIntire: Thatch
- Harry Morgan: Britton
- Harry Davenport: Benjamin Harris
- Paul Harvey: Capità John Briggs
- Jay C. Flippen: Luke Sewell
- Fuzzy Knight: Lern Sykes (no surt als crèdits)